# Cantó Olmedo
Olmedo és un cantó a la província de Manabí (l'Equador) amb capital a la vila d'Olmedo. En el cens del 2010 tenia 9.844 habitants. Grups ètnics segons el cens equatorià del 2010:
- Montuvio 57,8%
- Mestís 34,6%
- Blanc 4,1%
- Afroequatorià 3,4%
- Indígena 0,1%
- Altres 0,1%